# Memories are made of this
Memories are made of this is een popnummer over herinneringen aan een gelukkig liefdesleven. Het werd in 1955 geschreven door Terry Gilkyson, Richard Dehr en Frank Miller, die samen het Amerikaanse trio The Easy Riders vormden. Het nummer is door veel artiesten opgenomen; de bekendste versie is die van Dean Martin uit 1955. 

## Engelstalige versie

### Hits
De eerste die het nummer uitbracht was Mindy Carson. Ze werd begeleid door het orkest van Ray Conniff en The Columbians, een groep studiozangers van Columbia Records. De versie van Carson haalde de 53e plaats in de Billboard Hot 100, de Amerikaanse hitparade.
Dean Martin nam het nummer eveneens in 1955 op. Hij werd begeleid door het orkest van Dick Stabile en The Easy Riders, de schrijvers van het nummer, als achtergrondzangers. Begin 1956 bereikte de plaat de eerste plaats in de Billboard Hot 100, waar ze vijf weken bleef. Van de plaat werden meer dan een miljoen exemplaren verkocht; ze leverde Martin een gouden plaat op. De plaat haalde ook de eerste plaats in de UK Singles Chart van het Verenigd Koninkrijk en bleef daar vier weken. In Nederland bereikte de plaat de tweede plaats in de toenmalige hitparade; in Vlaanderen de 20e en in Wallonië de 15e plaats. In de Duitse Bondsrepubliek bereikte de plaat de 13e plaats, maar dit succes werd overschaduwd door de Duitse versie van Freddy Quinn (zie verderop).
In 1956 bracht Dean Martin ook een ep Memories are made of this uit met Memories are made of this, I like them all, Change of heart (de achterkant van de single) en Ridin' into love. In 1975 werd de single in het Verenigd Koninkrijk opnieuw uitgebracht en haalde ze de 53e plaats in de UK Singles Chart.
Een derde versie die in 1955 op de markt kwam, was die van Gale Storm. Deze haalde de vijfde plaats in de Billboard Hot 100.
In 1966 brachten The Drifters een eigen versie van het nummer uit. Deze haalde de 48e plaats in de Billboard Hot 100 en de 29e plaats in de Adult Contemporary (die toen Easy Listening heette).
Val Doonican bracht het nummer in 1967 uit voor de Britse markt. Het haalde de 11e plaats in de UK Singles Chart.

### Andere uitvoeringen
Het nummer is onder andere ook uitgevoerd door:
- Paul Anka op Songs I wish I'd written uit 1963.[12]
- Johnny Cash op het album Unchained van 1996.[13]
- Petula Clark, als B-kant van de single Band of gold uit 1956.[14]
- Ray Conniff met zijn koor en orkest in 1960, op een album dat ook Memories are made of this heette.[15]
- Bing Crosby op het album Songs I wish I had sung the first time around uit 1956.[16]
- The Everly Brothers op hun album It's Everly Time uit 1960.[17]
- Romy Haag in 2002 als cd maxi-single.[18]
- Little Richard op het album Little Richard is back (and there's a whole lotta shakin' goin' on!) uit 1964.[19]
- Jim Reeves op zijn album Gentleman Jim uit 1963.[20]
- The Statler Brothers op hun album Years ago uit 1981.[21]

## Duitstalige versie:Heimweh
De Duitse liedjesschrijvers Dieter Rasch en Ernst Bader leverden een zeer vrije bewerking van Memories are made of this af, die alleen nog de melodie met het origineel gemeen had. In Heimweh, hun bewerking, is de ik-figuur iemand die helemaal alleen en ver van zijn vaderland leeft. Freddy Quinn nam met het combo van Horst Wende het nummer in het begin van 1956 op, samen met een al even vrije bewerking van Sixteen tons onder de titel Sie hieß Mary-Ann. Het werd zijn debuutsingle. Op het moment dat de etiketten voor de plaat moesten worden gedrukt, wist niemand precies hoe de naam Quinn moest worden gespeld. Toen liet men de achternaam maar weg en kwam het liedje op naam van Freddy te staan.
Oorspronkelijk was Sie hieß Mary-Ann de voorkant. De plaat liep niet, totdat radiostations de achterkant gingen draaien. In een land als de Duitse Bondsrepubliek, dat veel Heimatvertriebene onderdak bood, die ook hun vaderland kwijt waren, sloeg zo’n liedje aan. In de jaren 1956-1958 werden drie miljoen exemplaren van de plaat verkocht. De plaat stond meer dan een jaar (1-4-1956 tot en met 1-6-1957) genoteerd in de Duitse hitparade, waarvan 20 weken op de eerste plaats.
Ook in Nederland en België verkocht de Duitse versie van Freddy Quinn beter dan de Engelse versie van Dean Martin. De plaat haalde in Nederland en Vlaanderen de eerste en in Wallonië de derde plaats.
In 1956 kwam ook een ep Heimweh auf grosser Fahrt van Freddy Quinn uit met Heimweh, Sie hieß Mary-Ann, Rosalie en So geht das jede Nacht.

## Varia
Deana Martin, de dochter van Dean Martin, schreef een biografie van haar vader onder de titel Memories Are Made of This: Dean Martin Through His Daughter’s Eyes (Three Rivers Press, New York, 2005).